# Exarcado (Iglesia católica)
Un exarcado es, en la organización de la Iglesia católica, una Iglesia particular de rito oriental que no ha sido erigida como eparquía. Puede ser:
- una circunscripción ubicada dentro del territorio canónico de una Iglesia patriarcal, en cuyo caso se llama exarcado patriarcal.
- una circunscripción ubicada dentro del territorio canónico de una Iglesia archiepiscopal mayor, en cuyo caso se llama exarcado archiepiscopal.
- una circunscripción ubicada fuera del territorio canónico de una Iglesia patriarcal o archiepiscopal, en cuyo caso se llama exarcado apostólico.

## Exarcados patriarcales
De las seis Iglesias patriarcales existentes en la actualidad, cuatro poseen exarcados patriarcales:
- Iglesia armenia
  - Exarcado patriarcal de Jerusalén y Amán, en Israel, Jordania y Palestina
  - Exarcado patriarcal de Damasco, en Siria
- Iglesia maronita
  - Exarcado patriarcal de Jerusalén y Palestina, en Israel y Palestina
  - Exarcado patriarcal de Jordania, en Jordania
- Iglesia melquita
  - Exarcado patriarcal de Irak, en Irak
  - Exarcado patriarcal de Kuwait, en Kuwait
- Iglesia siria
  - Exarcado patriarcal de Jerusalén, en Israel, Jordania y Palestina
  - Exarcado patriarcal de Basora y el Golfo, en Irak
  - Exarcado patriarcal de Turquía, en Turquía

## Exarcados archiepiscopales
De las cuatro Iglesias archiepiscopales mayores existentes en la actualidad, solo la ucraniana posee exarcados archiepiscopales (en Ucrania):
- - Exarcado archiepiscopal de Donetsk.
  - Exarcado archiepiscopal de Odesa.
  - Exarcado archiepiscopal de Lutsk.
  - Exarcado archiepiscopal de Járkov.
  - Exarcado archiepiscopal de Crimea.

## Exarcados apostólicos
Tres Iglesias patriarcales, dos Iglesias archiepiscopales mayores y varias Iglesias sui iuris poseen exarcados apostólicos:
- Iglesia armenia
  - Exarcado apostólico de América Latina y México, en Brasil y México.
- Iglesia melquita
  - Exarcado apostólico greco-melquita católico de Argentina.
  - Exarcado apostólico melquita de Venezuela.
- Iglesia siria
  - Exarcado apostólico sirio de Venezuela.
- Iglesia ucraniana
  - Exarcado apostólico de Alemania y Escandinavia, en Alemania, Finlandia, Noruega y Suecia.
- Iglesia griega
  - Exarcado apostólico de Estambul, en Turquía.
  - Exarcado apostólico de Grecia.
- Iglesia rusa
  - Exarcado apostólico de Harbin, en China.
  - Exarcado apostólico de Rusia.
- Iglesia rutena
  - Exarcado apostólico de la República Checa.

- Datos: Q5853012